# Montanism
Montanism var en karismatisk kristen rörelse i Frygien under andra århundradet. Den är uppkallad efter sin ledare, Montanus. Rörelsens medlemmar kallades även katafryger. Tillsammans med sina kvinnliga profeter Prisca och Maximilla framförde Montanus en förkunnelse som rörelsen ansåg var direkt inspirerad av den Helige Ande.
Till förkunnelsen hörde att Kristi återkomst var nära, och att alla kristna borde samlas i staden Pepuza i Frygien. Montanismen var en typisk väckelserörelse, men på grund av sina egenheter sågs den som en heresi och gjorde att de karismatiska gåvorna kom i vanrykte för lång tid framöver.
Montanus uppträdde sannolikt omkring år 156 (kronologin är omtvistad) i byn Ardaban vid Frygiens östra gräns och förkunnade annalkandet av den yttersta domen och det himmelska Jerusalem, som skulle nedkomma vid de närbelägna orterna Pepuza och Thymion. Den från sin ursprungliga renhet avfallna kyrkan skulle före domen reformeras genom en allmän andeutgjutelse. I stället för de fasta ämbetena skulle man återfå andens nådegåvor, karismerna, framför allt profetians. Montanus betecknade sig själv som den Helige Andes viljelösa verktyg, och han försattes i extas. Genom hans mun talade Parakleten (Joh. 16:12 ff.) i första person, ja, i honom hade Fadern själv kommit till människorna. Han förkunnade nu sträng askes och kyrkotukt som väg till räddning undan domen. Till honom slöt sig många kristna, katafrygerna, även kvinnor, bland vilka Prisca och Maximilla hade fått profetians gåva och tävlade med Montanus i inflytande. Vandrarpredikanter utsändes, och rörelsen utbredde sig vida. Då den emellertid var starkt uppblandad med hedniska frygiska element och hotade att störta kyrkan i anarki kom oppositionen från den kyrkliga organisationens sida. Mellan åren 160 och 170 hölls mot montanismen de första synoderna i kyrkans historia; disputationer och skriftlig polemik följde.
Sedan Montanus och Prisca och slutligen även Maximilla 179 dött, kom  åren 180-200 montanismens utträngande ur kyrkan. Den organiserade sig nu som en egen kyrka, bortskar en del hedniska utväxter och koncentrerade sin uppgift till att vara bärare av den urkristna strängheten på askesens och kyrkotuktens område. Teologen Tertullianus bröt med kyrkan i Rom och anslöt sig omkring år 207 montanismen. Montanismen fortlevde i Mindre Asien, till dess Konstantin den store ingrep mot den på 300-talet, i Afrika in på 400-talet, då Augustinus återförde dess rester till storkyrkan. Montanismens utsöndring ur kyrkan blev av största betydelse för dennas utveckling. De urkristna parusiförhoppningarna tillbakaträngdes, och man började anpassa sig efter världen. Den urkristna profetian, den viktigaste av karismata, bortstöttes, och i stället trädde biskopsämbetet och synoderna som kyrkans ryggrad. Den urkristna kyrkotukten utbyttes definitivt mot den Katolska. Montanismens försök att hejda den grekiska spekulationens inträngande i kristendomen bidrog bara till att påskynda kyrkans hellenisering. Men montanismens utsöndring betydde också kristendomens räddning från att upplösas i asiatisk religionssynkretism och orientalisk asketism. Katoliseringsprocessen påskyndades genom att montanismen avvisades, men kristendomens egenart bevarades under det hårda skalet.